# غاليري زاوية
غاليري زاوية هي صالة عرض مستقلة للفنون البصرية في مدينة البيرة في فلسطين، والتي أسسها زياد عناني في عام 2013 لدعم و تشجيع الفنانين المحليين وتقديمهم للساحة العالمية.

## معارض
- 2015 روايات - معرض جماعي يضم 45 عملا فنيا لـ13 فنانا من الضفة الغربية وقطاع غزة والداخل المحتل.[1]
- 2015 مشاهدات -يضم أعمالا لتسعة فنانين فلسطينيين من الضفة الغربية وقطاع غزة ليعرض أكثر من 20 عملا فنيا[2]
- 2015 شظايا - معرضا شخصيا للفنان الفلسطيني حسني رضوان[3]
- 2014 فلسطين ما قبل ال 48- معرض شخصي للفنان نبيل عناني

## قائمة الفنانين
- عبد الناصر عامر
- احمد كنعان
- أسد عزي
- حسني رضوان
- جواد المالحي
- خالد حوراني
- ميسرة بارود
- مروى نجار
- محمد خليل
- نبيل أبو غنيمة
- نبيل عناني
- رائد عيسى
- سناء فرح بشارة
- سليمان منصور
- تيسير بركات
- سمير سلامة

## أنظر ايضآ
المتحف الفلسطيني

## الوصلات الخارجية
الموقع الرسمي